# Uristes umbonatus
Uristes umbonatus är en kräftdjursart som först beskrevs av Georg Ossian Sars 1882.  Uristes umbonatus ingår i släktet Uristes och familjen Uristidae. Arten är reproducerande i Sverige. Inga underarter finns listade i Catalogue of Life.